# Indebito (film)
Indebito è un film del 2013 diretto da Andrea Segre e sceneggiato da Segre e Vinicio Capossela, che racconta il legame tra la Grecia economicamente indebitata e il genere musicale rebetiko. Oltre ad essere inserito nella parte tecnica, Vinicio Capossela è un protagonista del film, come musicista e come filo conduttore nel descrivere lo smarrimento greco di fronte alla crisi economica.

## Trama
Il documentario racconta le difficoltà della Grecia a seguito della crisi finanziaria, utilizzando musicisti di rebetiko delle città di Atene e Salonicco. Il rebetiko è una musica di disperazione, nata a seguito dell'esilio del popolo greco dopo la sconfitta nella guerra greco-turca degli anni venti del '900. Il rebetiko è pilastro della cultura musicale greca, come lo è il tango è per gli argentini, il fado per i portoghesi e il blues per gli americani.
Attraverso le canzoni rebetiche, viene unito il disagio sociale alla situazione attuale, in cui la Grecia e suoi abitanti soffrono a causa di una crisi che li ha portati ad essere "in debito" con l'Europa. Viene analizzato quindi il genere rebetiko ed i suoi suonatori, chiamati rebetes, che portano avanti la musica come forma di protesta e di speranza.
Molte sono le canzoni proposte nel documentario e sono state registrate in piccole locande e taverne notturne mentre Capossela restava in ascolto o partecipava attivamente. La poesia dell'artista accompagna le immagini delle città greche, dopo un concerto o passeggiando lungo le città, Capossela annotava i suoi pensieri in un diario di viaggio chiamato tefteri, unendo le varie storie di musica, sofferenza e descrivendo le conseguenze della povertà.